# Ambonil
Ambonil é uma comuna francesa na região administrativa de Auvérnia-Ródano-Alpes, no departamento de Drôme. Estende-se por uma área de 1,23 km². Em 2010 a comuna tinha 113 habitantes (densidade: 91,9 hab./km²).